# Coupe d'Arménie de football 2019-2020
Navigation
Coupe d'Arménie 2018-2019 Coupe d'Arménie 2020-2021
La Coupe d'Arménie 2019-2020 est la 29e édition de la Coupe d'Arménie depuis l'indépendance du pays. Elle prend place entre le 5 septembre 2019 et le 10 juillet 2020.
Un total de 18 équipes participe à la compétition, cela inclut les dix clubs de la première division 2019-2020 auxquels s'ajoutent huit équipes du deuxième échelon.
La compétition est remportée par le FC Noah qui s'impose contre le FC Ararat-Armenia à l'issue d'une finale prolifique qui voit les deux équipes se tenir en échec 5-5 avant d'être départagées à l'issue de la séance des tirs au but (7-6). Cette victoire permet au Noah de se qualifier pour la Ligue Europa 2020-2021 ainsi que pour l'édition 2020 de la Supercoupe d'Arménie.

## Tour préliminaire
Les rencontres de ce tour sont disputées les 5 et 6 septembre 2019 et concernent uniquement les clubs de la deuxième division.
| Date             | Locaux              | Score         | Visiteurs          |
| ---------------- | ------------------- | ------------- | ------------------ |
| 5 septembre 2019 | Dilijan FC (D2)     | 3 - 0 Forfait | (D2) Makaravank FC |
| 6 septembre 2019 | Torpedo Erevan (D2) | 3 - 0         | (D2) Masis FC      |
| 6 septembre 2019 | West Armenia (D2)   | 7 - 1         | (D2) Ani Erevan    |
| 6 septembre 2019 | FC Aragats (D2)     | 0 - 6         | (D2) FC Van        |

## Huitièmes de finale
Les rencontres de ce tour sont disputées entre le 1er et le 3 novembre 2019.
| Date              | Locaux                | Score                | Visiteurs              |
| ----------------- | --------------------- | -------------------- | ---------------------- |
| 1er novembre 2019 | Dilijan FC (D2)       | 0 - 3 Forfait        | (D1) Lori FC           |
| 1er novembre 2019 | Gandzasar Kapan (D1)  | 2 - 1                | (D1) Shirak FC         |
| 2 novembre 2019   | Sevan FC (en) (D2)    | 2 - 0                | (D1) FC Erevan         |
| 2 novembre 2019   | Lokomotiv Erevan (D2) | 0 - 1                | (D2) FC Van            |
| 2 novembre 2019   | Pyunik Erevan (D1)    | 0 - 0 ap (3 - 5 tab) | (D1) Urartu Erevan     |
| 3 novembre 2019   | West Armenia (D2)     | 0 - 5                | (D1) FC Ararat-Armenia |
| 3 novembre 2019   | Torpedo Erevan (D2)   | 1 - 3                | (D1) Alashkert FC      |
| 3 novembre 2019   | FC Noah (D1)          | 1 - 0                | (D1) Ararat Erevan     |

## Quarts de finale
Les rencontres de ce tour sont disputées le 27 novembre 2019.
| Date             | Locaux               | Score  | Visiteurs              |
| ---------------- | -------------------- | ------ | ---------------------- |
| 27 novembre 2019 | Sevan FC (en) (D2)   | 2 - 11 | (D1) FC Ararat-Armenia |
| 27 novembre 2019 | FC Van (D2)          | 0 - 1  | (D1) FC Noah           |
| 27 novembre 2019 | Lori FC (D1)         | 0 - 1  | (D1) Urartu Erevan     |
| 27 novembre 2019 | Gandzasar Kapan (D1) | 3 - 1  | (D1) Alashkert FC      |

## Demi-finales
Les matchs aller sont disputées le 11 mars 2020, et les matchs retour le 24 juin suivant, plus de trois mois plus tard.
| Équipe 1               | Score | Équipe 2             | Aller | Retour |
| ---------------------- | ----- | -------------------- | ----- | ------ |
| FC Ararat-Armenia (D1) | 3 - 0 | (D1) Gandzasar Kapan | 1 - 0 | 2 - 0  |
| Urartu Erevan (D1)     | 1 - 3 | (D1) FC Noah         | 0 - 1 | 1 - 2  |

## Finale
La finale de cette édition oppose le FC Noah au FC Ararat-Armenia, qui atteignent chacun ce stade de la compétition pour la première fois. À noter que ces deux mêmes équipes se font concurrence au même moment en championnat, où l'Ararat affiche un point d'avance sur le Noah à quatre jours de la dernière manche qui les voit également s'opposer, laissant donc aux deux la possibilité de réaliser le doublé Coupe-championnat.
La rencontre est disputée le 10 juillet 2020 au stade de l'académie de football d'Erevan, sans spectateurs en raison des restrictions sanitaires liées à la pandémie de Covid-19 en Arménie. Initialement, celle-ci semble tourner nettement à l'avantage de l'Ararat-Armenia, qui ouvre dès la 8e minute par l'intermédiaire d'Ogana Louis (en) avant de porter son avance à 3-0 dès la demi-heure de jeu après un but contre son camp d'Alan Tataïev à la 23e suivi d'un but de Yusuf Otubanjo (en) six minutes plus tard. Malgré la réduction du score de Maksim Maïrovitch (en) du côté du Noah à la 39e minute, Ogana Louis redonne une avance de trois buts aux siens dans la minute qui suit pour porter le score à 4 buts à 1 à la mi-temps. La deuxième période voit la dynamique s'inverser tandis que le Noah finit par revenir au score en seulement onze minutes en marquant par trois fois entre la 56e et la 67e minute, grâce à un penalty de Vladimir Azarov (en) suivi par des buts de Maksim Maïrovitch puis Dan Spătaru (en). Le score n'évolue par la suite plus au cours du temps réglementaire, bien que la fin de celui-ci voit l'Ivoirien Kódjo Kassé Alphonse (en) commettre une faute en tant que dernier défenseur et être exclu directement du côté de l'Ararat. La prolongation qui s'ensuit permet au Noah de prendre brièvement l'avantage à la 115e minute sur un nouveau penalty d'Azarov avant que Yusuf Otubanjo ne remette une nouvelle fois les deux équipes à égalité deux minutes plus tard et les pousser à se départager lors de la séance des tirs au but. Celle-ci tourne finalement en faveur du Noah qui s'impose sur le score de 7 à 6, Artur Danielyan (en) ratant le penalty décisif pour l'Ararat avant que Rokas Krušnauskas n'offre la victoire aux siens dans la foulée pour offrir au club son premier titre national,.
Le FC Noah échoue par la suite à réaliser le doublé, étant battu quatre jours plus tard en championnat par l'Ararat-Armenia (0-2) qui s'adjuge ainsi le titre de champion.
| ·              |
| Entraîneur :   |
| Igor Picușceac |

| ·                |
| Entraîneur :     |
| Vardan Minassian |

| ·              |
| Entraîneur :   |
| Igor Picușceac |

| ·                |
| Entraîneur :     |
| Vardan Minassian |